# Eva Prats
Eva Prats (Barcelona, 1965) és una arquitecta catalana. És llicenciada per l'ETSAB el 1992 i doctora arquitecta per Royal Melbourne Institute of Technology el 2019, any en què va ser nominada al premi Women in Architecture atorgat per les revistes britàniques The Architectural Review i Architect's Journal. A més de la seva pràctica professional està involucrada en el món acadèmic. L'any 1998 s'uneix a Ricardo Flores per formar l'estudi Flores & Prats Arquitectes.

## Projectes

### Sala Beckett
Projecte de rehabilitació d'un dels espais teatres de referència de Barcelona amb més de 25 anys d'història. L'edifici original estava en estat d'abandonament però conservava gran part de la decoració dels murs, sostres i paviments que transmetien la història i les emocions viscudes, fet que el nou projecte va saber incorporar i transmetre. La Sala Beckett actual aconsegueix que allò nou i allò vell funcionin conjuntament.

### Casal Balaguer
El Palau de Balaguer, situat en el centre històric de Palma, és una mansió aristocràtica del segle xiv transformada al llarg del temps. La remodelació transforma l'edifici en un centre cultural, casa museu, centre de documentació i seu del Cercle de Belles Arts.

### Edifici 111 (Habitatges a Terrassa)
L'edifici 111 és part del pla urbanístic dissenyat per l'arquitecte Manuel de Solà Morales (2004) que defineix els límits de la ciutat de Terrassa amb el Parc Nacional. El programa dels edificis és principalment habitatge social però, de manera innovadora, incorpora algunes botigues, cases i tallers al programa.

### Jardins de Fabra i Coats (Jardins Plaça Can Fabra)
El projecte converteix un solar en un jardí públic que ha quedat incorporat al recorregut diari dels veïns. L'emplaçament, amb vista a l'església, estar delimitat per dues naus industrials de l'antiga fàbrica tèxtil Fabra i Coats (decisiva en el desenvolupament de Sant Andreu) i per un carrer estret de poc trànsit. Per tal de permetre possibles ampliacions d'una de les naus, destinada a equipament públic, s'han situat unes pistes de bàsquet entre l'edifici industrial i la rampa d'accés principal al jardí. Una rampa genera diversos camins delimitats per plantacions d'arbustos que formen un petit laberint. Al carrer posterior, seguint el recorregut de l'antic mur perimetral de la indústria, un paviment de maó forma un seguit de plataformes amb diferents ambients. En el punt més alt, s'ha construït un mirador de formigó des d'on es pot observar l'ordenació dels arbustos del laberint i la façana industrial de la fàbrica amb l'església de Sant Andreu al fons.

### Casa Providència Badalona
Habitatge de 4 metres d'amplada on s'ha projectat una gran claraboia central de tres plantes d'alçada. En el punt on s'ubica la claraboia es concentren les circulacions de l'habitatge: de les persones, dels fums, de la llum, de ventilació i aigua.

## Premis
- Finalistes als Premis FAD els anys 2019, 2017, 2016, 2011 i 2006.[14]
- Finalista al Premi Women in Architecture atorgat per les revistes The Architectural Review i Architect’s Journal, per l'obra Centre Cultural Casal Balaguer, 2019.[15]
- Premi Arquitectes de l'Any atorgat per la revista AD, 2018.
- Nominats al Premi d'Arquitectura Contemporània de la UE – Premi Mies van der Rohe els anys 2017, 2015 i 2005.[16]
- Premi Ciutat de Palma d'Arquitectura amb el Centre Cultural Casal Balaguer, 2017.[17]
- Menció Especial al Premio de Arquitectura Española amb la Sala Beckett, 2017.[18]
- Finalistes als Premis d'Arquitectura de Mallorca en la categoria de Rehabilitació, amb l'obra Centre Cultural Casal Balaguer, 2017.
- Premi Ciutat de Barcelona categoria d'Arquitectura amb la Sala Beckett, 2016.
- Premi Living Places - Premi Simon d'Arquitectura amb la Sala Beckett / Obrador Internacional de Dramatúrgia, 2016.
- Premi Internacional Dedalo Minosse amb la nova seu per Microsoft a Peschiera Borromeo, Milà, 2011.
- Grand Award for the Best Work in Architecture a la 240th Royal Academy of Arts Summer Exhibition, Londres, 2008.
- Flores & Prats al Directori Wallpaper d'Oficines Emergents 2007.
- Premi d'Arquitectura de Mallorca amb el Museu del Molins, 2002-2003.

## Participació a exposicions
- What Where: Crossing boundaries in the architecture of Sala Beckett. Exposició que investiga com el treball del dramaturg Irlandès Samuel Beckett va influenciar el disseny d'un teatre experimental a Barcelona. Comissariat per Vicky Richardson. Roca Gallery London, de l'1 de juny al 31 d'agost de 2019.
- Liquid Light, instal·lació al pavelló general de la Biennale di Venezia 2018, Freespace, curat per Yvonne Farrell i Shelley McNamara (Grafton Architects). Le Corderie Arsenale, Venècia, 26 maig - 25 novembre 2018.
- La Capella del Matí. Una de les 10 capelles construïdes per al Pavelló Vaticà, comissarat per Francesco Dal Co com a part de la Biennale de Venècia 2018. Illa de San Giorgio Maggiore, Venècia,
- 26 maig - 25 novembre 2018.
- Unfinished, Pavelló Espanyol a la Biennale di Venezia 2016. Exposició col·lectiva on el Centre Cultural Casal Balaguer de Palma s'exhibeix, dintre de la secció Reapropiation. De maig a novembre 2016.
- Arquitectures Empeltadas / Grafting Architecture, Pavelló Català a la Biennale di Venezia 2014. Exposició col·lectiva on el Centre Cultural Casal Balaguer de Palma. De juny a novembre 2014.
- Doble exposició a Copenhague. Meeting at the Building, exposició monogràfica sobre l'Edifici 111, Royal Danish Academy of Fine Arts, Copenhague. Ingredients & Cakes, exposició sobre quatre projectes de Flores & Prats, a Leth i Gori Storefront, Copenhaguen. Setembre - octubre, 2013.
- 111 Mirades Creuades, La dimensió social de l'Habitatge. Exposició monogràfica sobre l'edifici 111, a l'Espai Picasso del COAC de Barcelona. De l'11 d'abril al 12 de maig del 2011.
- The 240th Royal Academy of Arts Summer Exhibition. Exposició col·lectiva on s'exposa el projecte del Museu dels Molins de Palma. Londres, 9 de juny al 17 d'agost del 2008.
- As Found. Urban Reanimations and the minimal intervention. Exposició col·lectiva al Swiss Architecture Museum (Kunsthalle) de Basel, març - maig 2007.

## Altres d'obres destacades
- Plaça Nicaragua al barri de Sant Joan de Montcada i Reixac (projecte: setembre 2004-març 2005. Construcció: gener-novembre 2006).
- Plaça Pius XII a Sant Adrià del Besòs de Barcelona (Projecte Executiu: març-setembre 2002. Construcció: setembre 2003-desembre 2004).
- Tèxtil Yutes. Reforma i ampliació d'una nau industrial a Sant Just Desvern (projecte: 1999-2000. Construcció: 2003-2005).
- Museu dels Molins. Rehabilitació d'un antic molí fariner. Es Jonquet, Palma (Concurs 1997.Projecte: 1998. Construcció: 1999-2002).
- Hotel** Nuevo Triunfo. Carrer Cabanes, Barcelona (Projecte: 1999. Construcció: 2000-2001).
- Casa dins una Maleta. Reconversió d'una antiga bugaderia comunitària en un àtic. 1996.